# Wilhelm von Kauffmann

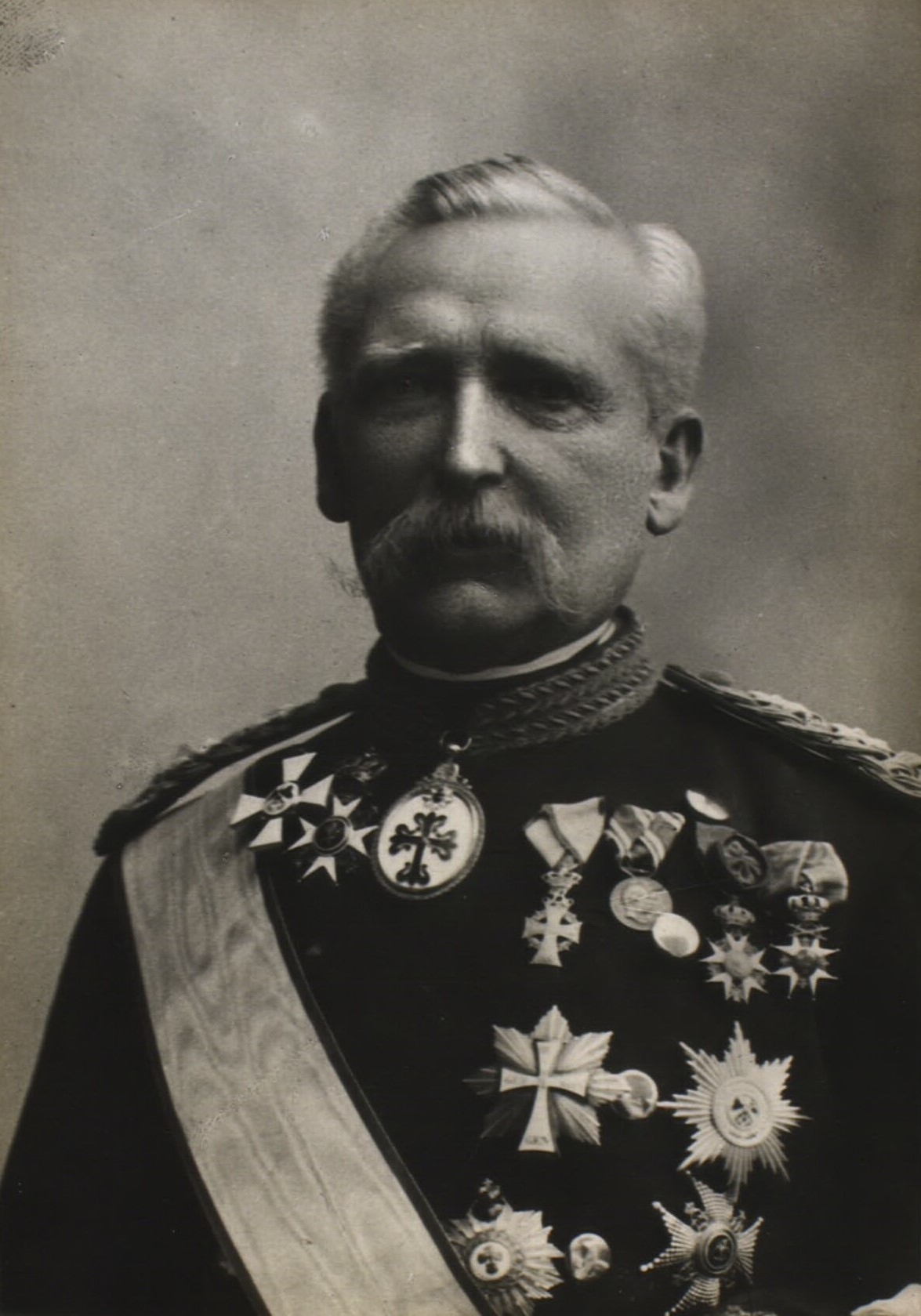
Wilhelm von Kauffmann

Wilhelm Friederich Ludwig (Frederik Ludvig) von Kauffmann (* 25. März 1821 in Rendsburg; † 7. Januar 1892 in Porthus) war ein dänischer Generalleutnant und Kriegsminister.

## Leben
Kauffmanns Vater war der Offizier, zuletzt Oberstleutnant, Nicolaus Gustav Hermann von Kauffmann (1792–1850), seine Mutter war dessen Gattin Marie Sophie Frederikke Falkenberg (1797–1877). Wilhelms älterer Bruder Heinrich wurde ebenfalls Generalleutnant.
Am 1. November 1838 wurde Kauffmann in die Königliche Militärische Hochschule aufgenommen.  Am 18. April 1840 wurde er zum Sekondeleutnant, zurückdatiert auf den 21. September 1838, ernannt. Am 6. November 1843 folgte die Ernennung zum Premierleutnant. Am 6. März 1849 wurde Kauffmann Schuloffizier im Landkettenkorps und unterrichtete in Fortifikation. Am 23. April 1848 kam er zur Artilleriebrigade; am 13. Juni desselben Jahres folgte die Ernennung zum Kapitän II. Klasse. In der Schleswig-Holsteinischen Erhebung nahm er an den Schlachten bei Kolding, Fredericia und Isted teil. 1851 bis 1886, mit kurzer Unterbrechung war er Lehrer für technische Mechanik an der Königlichen Militärischen Hochschule; von 1851 bis 1866 lehrte er dort Technologie. 1854 kam Kauffmann zum Brigadestab, am 24. März desselben Jahres erhielt er den Charakter eines Kapitäns I. Klasse. Am 16. Juli 1860 erhielt Kauffmann den Charakter eines Majors. Im Deutsch-Dänischen Krieg nahm er an der Verteidigung der Düppeler Schanzen teil und war höchstkommandierender Artillerieoffizier auf Als. Bei der nachfolgenden Konferenz von London war Kauffmann militärischer Berater der dänischen Delegation. Am 8. Juni 1865 wurde er Kommandeur für die Kopenhagener Seeforts, am 16. August desselben Jahres wurde er wirklicher Major und Mitglied der Kommission zur Erörterung der zukünftigen Bewaffnung der Infanterie; ebenfalls 1865 wurde er Stabschef. Am 21. September 1867 wurde Kauffmann Oberst und Chef der Zeughausabteilung. Am 1. Juli 1868 wurde er Chef der 1. Artilleriebatterie und der Kopenhagener Seebefestigung. Am 3. Januar 1879 wurde er zum Generalmajor und einen Tag später zum Kriegsminister im Kabinett Estrup ernannt. Den Posten als Kriegsminister gab er am 1. April 1881 wieder ab. Am 5. April 1881 wurde Kauffmann zum Generalleutnant und kommandierendem General auf Seeland ernannt. Am 18. März 1891 nahm er seinen Abschied.

## Ehe und Nachkommen
Am 16. November 1847 heiratete Kauffmann in Kopenhagen Annette Angelica Tronier (* 17. November 1828; † 16. Februar 1900), Tochter des Offiziers, zuletzt Oberstleutnant, Carl Christian Tronier (1798–1851) und dessen Gattin Annette Cathrine Marie Mauer (1804–28). Der Ehe entsprangen die folgenden Kinder:
- Annette Augusta von Kauffmann (* 9. Juli 1848;  † 30. Mai 1877)[1]
- Annette Angélique Caroline von Kauffmann (* 4. Oktober 1849; † 17. Februar 1905)[1]
- Wilhelm Hugo Emil Tronier von Kauffmann (* 9. November 1850; † 1852)[1]
- Wilhelm Otto Tronier von Kauffmann (* 20. Januar 1852; † 5. September 1854)[1]
- Alma Clara Annette von Kauffmann (* 25. Januar 1853; † 16. April 1855)[1]
- Tage Gustav Carl Adelbert Tronier von Kauffmann (* 30. September 1854; † 27. Mai 1856)[1]

## Auszeichnungen
- 9. September 1849: Ritterkreuz des Dannebrogordens[1]
- 16. Oktober 1860: Dannebrogsmændenes hæderstegn[1]
- 10. November 1866: Komtur II. Klasse des Dannebrogordens[1]
- 25. Juli 1875: Komtur I. Klasse des Dannebrogordens[1]
- 8. April 1882: Großkreuz des Dannebrogordens[1]

## Endnoten
1. 1 2 3 4 5 6 7 8 9 10 11 12 13  Eintrag auf finnholbek.dk.
2. 1 2  K. C. Rockstroh: Wilhelm Kauffmann. In: Svend Cedergreen Bech, Svend Dahl (Hrsg.): Dansk biografisk leksikon. Begründet von Carl Frederik Bricka, fortgesetzt von Povl Engelstoft. 3. Auflage. Band 7: Høeg–Kjoerholm. Gyldendal, Kopenhagen 1981, ISBN 87-01-77422-0 (dänisch, biografiskleksikon.lex.dk).

| Personendaten    | Personendaten                                                                                         |
| ---------------- | --- |
| NAME             | Kauffmann, Wilhelm von                                                                                |
| ALTERNATIVNAMEN  | Kauffmann, Wilhelm Friederich Ludwig von (vollständiger Name); Kauffmann, Wilhelm Frederik Ludvig von |
| KURZBESCHREIBUNG | dänischer Generalleutnant und Kriegsminister                                                          |
| GEBURTSDATUM     | 25. März 1821                                                                                         |
| GEBURTSORT       | Rendsburg                                                                                             |
| STERBEDATUM      | 7. Januar 1892                                                                                        |
| STERBEORT        | Porthus                                                                                               |